# 藍睦
藍睦（1968年9月8日—），印度外交官，現任印度駐多米尼加共和國大使，曾任印度駐臺灣副代表（印度-台北協會副會長）。

## 經歷
2001年，加入印度外事服務部，於2001年9月至2002年12月在印度外交學院接受培訓。2003年1月至8月，擔任外交部東亞司負責日本、韓國的官員。2003年8月至2007年12月，擔任印度駐日本大使館二等祕書。2007年12月至2010年8月，先後任印度外交部巴基斯坦、阿富汗與伊朗司副處長、處長。2010年8月至2013年7月，任外交部東亞司處長。2013年7月至2015年8月，任印度駐日本大使館參贊。2015年8月至2019年6月，任印度駐泰國大使館副團長。2019年6月至2022年1月，任印度外交部海外印度人事司聯祕。此外，他還曾任印度-台北協會副會長。
2021年10月11日，藍睦被任命爲印度駐多米尼加共和國大使。2022年1月至今，擔任印度駐多米尼加共和國大使。兼任印度駐海地大使。2022年2月2日，藍睦遞交國書，他是印度在該國開設使館以來派出的第一位常駐大使。2024年3月，藍睦代表印度商業部與多米尼加共和國簽署了首个双边贸易和商业体制机制协议。